# Jonna Sundling
Jonna Patricia Marie Sundling (* 28. Dezember 1994 in Umeå) ist eine schwedische Skilangläuferin. Sie ist Olympiasiegerin, siebenmalige Weltmeisterin, 18-fache schwedische Meisterin und gewann zwölf Einzelrennen im Weltcup.

## Werdegang
Sundling gewann zu Beginn des Jahres 2012 sowohl eine Silbermedaille im Sprint bei den Olympischen Jugend-Winterspielen in Innsbruck als auch mit der schwedischen Staffel bei den Nordischen Junioren-Skiweltmeisterschaften in Erzurum. Im Dezember 2012 startet sie in Sjusjøen erstmals im Scandinavian-Cup und erreicht mit Platz neun über 10 km Freistil und Rang sechs im Sprint gleich zwei Top-10-Ergebnisse. Im Januar 2013 wurde Sundling mit der schwedischen Mannschaft in Liberec Junioren-Staffelweltmeisterin. Am 4. Januar 2014 erzielte sie mit Rang drei beim Sprint in Skellefteå ihre erste Podiumsplatzierung im Scandinavian-Cup und gewann bei den anschließenden Junioren-Weltmeisterschaften in Val di Fiemme Weltmeistertitel sowohl im Sprint als auch mit der Staffel. Am 15. Februar 2015 gab Sundling über 10 km Freistil in Östersund ihr Debüt im Skilanglauf-Weltcup und beendete das Rennen auf Platz 53; später im Monat gelangen ihr beim Scandinavian-Cup in Jõulumäe mit jeweils Rang zwei im Sprint in der klassischen Technik und beim Freistil-Sprint zwei weitere Podiumsplatzierungen. Im folgenden Monat holte sie in Lahti mit dem siebten Rang im Sprint ihre ersten Weltcuppunkte. Zum Saisonende wurde sie Zehnte in der Scandinavian-Cup-Gesamtwertung. In der Saison 2015/16 kam sie im Weltcup zweimal in die Punkteränge. Ihre beste Platzierung dabei war der achte Platz im Sprint in Davos. Bei den U23-Skiweltmeisterschaften 2016 in Râșnov gewann sie die Goldmedaille im Sprint. Im März 2016 gewann sie im Scandinavian-Cup die Minitour in Otepää und belegte abschließend den dritten Platz in der Gesamtwertung des Scandinavian-Cups. Nach Platz 16 bei der Weltcup-Minitour in Lillehammer zu Beginn der Saison 2016/17 wurde sie Anfang Februar 2017 wie im Vorjahr schwedische Meisterin im Sprint. In der Saison 2017/18 erreichte sie im Scandinavian-Cup mit fünf Top-Zehn-Platzierungen, darunter zweite Plätze im Sprint in Piteå und Trondheim, den dritten Platz in der Gesamtwertung. Beim Weltcupfinale in Falun wurde sie Neunte und errang dabei bei der Sprintetappe den zweiten Platz.
Zu Beginn der Saison 2018/19 holte Sundling beim Lillehammer Triple, das sie auf dem 14. Platz beendete, im Sprint ihren ersten Weltcupsieg. Im Januar 2019 errang sie in Dresden den dritten Platz im Sprint und zusammen mit Ida Ingemarsdotter den zweiten Platz im Teamsprint und in Ulricehamn den zweiten Platz mit der Staffel. Beim Saisonhöhepunkt, den nordischen Skiweltmeisterschaften 2019 in Seefeld in Tirol, belegte sie den vierten Platz im Sprint, nachdem sie sich in der letzten Kurve, auf dem zweiten Platz liegend, mit ihrer Teamkollegin Maja Dahlqvist verhakte, stürzte und einen Stockbruch erlitt. Dahlqvist belegte in diesem Finale deshalb den sechsten Platz. Beim Weltcupfinale in Québec lief Sundling auf den sechsten Platz. Dabei erreichte sie den dritten Platz bei der Sprintetappe und abschließend den 17. Platz im Gesamtweltcup und den neunten Rang im Sprintweltcup. Nach Platz 17 beim Ruka Triple zu Beginn der Saison 2019/20 holte sie im Sprint in Planica ihren zweiten Weltcupsieg und errang dort zudem zusammen mit Stina Nilsson den zweiten Platz im Teamsprint. Es folgte der dritte Platz im Sprint in Falun und der 17. Rang bei der Skitour. Zum Saisonende siegte sie im Sprint in Drammen und erreichte den 11. Platz im Gesamtweltcup und den zweiten Rang im Sprintweltcup. In der Saison 2020/21 errang sie den 12. Platz beim Ruka Triple und den 25. Platz bei der Tour de Ski 2021. Dabei wurde sie in Ruka Dritte im Sprint. Auch in Falun kam sie auf den dritten Platz im Sprint und gewann beim Saisonhöhepunkt, den nordischen Skiweltmeisterschaften 2021 in Oberstdorf, im Sprint und zusammen mit Maja Dahlqvist im Teamsprint jeweils die Goldmedaille. Zum Saisonende kam sie im Engadin auf den 21. Platz im 10-km-Massenstartrennen und auf den 37. Rang in der Verfolgung und erreichte abschließend den 18. Platz im Gesamtweltcup und den siebten Rang im Sprintweltcup.
Sundling verpasste den Start der Saison 2021/22 aufgrund einer Daumenverletzung, die sie sich bei einem Sturz in einem Nicht-Weltcup-Rennen im November im schwedischen Gällivare zuzog. In den Weltcup startete sie im Dezember in Dresden und belegte bei ihrem ersten Rennen den zweiten Platz im Sprint und siegte am Tag danach im Teamsprint mit Maja Dahlqvist. Im Januar folgten drei Siege im Scandinavian-Cup. Bei den Olympischen Winterspielen 2022 in Peking war Sundling die erfolgreichste Langläuferin aus Schweden und wurde aufgrund ihrer Leistungen auch zur Sportlerin des Jahres Schwedens nominiert, gewann diese Auszeichnung jedoch nicht. Sundling gewann den Sprint relativ deutlich mit fast drei Sekunden Abstand auf Platz 2. Sie gewann schon den Prolog mit fast sechs Sekunden Abstand. Danach gewann sie als Schlussläuferin Bronze in der Staffel mit Maja Dahlqvist, Ebba Andersson und Frida Karlsson. Sundling begann ihre fünf Kilometer mit 35 Sekunden Rückstand auf die auf Platz 1 liegende deutsche Staffel und 21 Sekunden Abstand auf die auf dem Bronzerang liegende norwegische Staffel. Diese 21 Sekunden holte Sundling schon während des ersten Kilometers auf und gewann schließlich im Zielsprint gegen die finnische Staffel Bronze. Beim Zieleinlauf hatte sie 20 Sekunden Rückstand auf die Siegerinnen, die für das ROC starteten und 2 Sekunden Rückstand auf die deutsche Staffel, die Silber gewann. Dazu war sie die Schnellste von allen Schlussläuferinnen. Anschließend gewann sie als Schlussläuferin im Teamsprint mit Maja Dahlqvist Silber. Hierbei unterlag das schwedische Duo dem deutschen Duo um 0,27 Sekunden und war 0,57 Sekunden schneller als das Duo vom ROC. Beim letzten Wettbewerb der Olympischen Winterspiele wurde sie über 30 km Freistil Vierte und war nur zwei Sekunden von einer Bronzemedaille entfernt. Zum Saisonende gewann sie die Sprints in Lahti mit über 3 Sekunden Abstand und in Falun mit einem der größten Abstände in einem Frauensprint im Weltcup jemals, mit über 9 Sekunden Abstand. Dazu gewann sie den Mixed-Teamsprint in Falun zusammen mit Calle Halfvarsson. Außerdem errang sie bei ihrer ersten Teilnahme beim Klassiker am Holmenkollen in Oslo den dritten Platz im 30-km-Massenstartrennen, dazu erreichte sie beim Sprint in Drammen sowie über die 10 km in Falun den zweiten Platz. Die Saison beendete sie auf dem neunten Platz im Gesamtweltcup und auf dem dritten Rang im Sprintweltcup.
Den Start der Saison 2022/23 verpasste sie aufgrund einer verschleppten Erkältung. In die Weltcup-Saison startete sie im Januar 2023 beim Sprint in Livigno, welchen sie gewann. Beim Teamsprint am darauffolgenden Tag errang sie zusammen mit Emma Ribom den zweiten Platz. Zuvor gewann sie im Dezember zwei Rennen im Scandinavian-Cup in Östersund. Am Wochenende danach wurde sie Siebte im Sprint und Sechste beim 20 km Massenstart in Les Rousses. Danach gewann sie in der WM-Generalprobe den Sprint in Toblach, wurde Zweite mit der Staffel und Achte über die 10 km. Bei der WM in Planica gewann Sundling den Sprint vor Emma Ribom und Maja Dahlqvist sowie Linn Svahn, somit waren die besten vier Athletinnen alles Schwedinnen. Um sich für den Teamsprint zu schonen, verzichtete Sundling auf die Teilnahme am Skiathlon. Diesen gewann sie zusammen mit Emma Ribom vor den Norwegerinnen und den US-Amerikanerinnen. Beim 10 km Freistil-Rennen erreichte sie jedoch nur den 21. Platz, weshalb sie nicht für die Staffel berufen wurde. Anschließend verzichtete sie freiwillig auf die Teilnahme am 30 Kilometer Massenstart. Bei den letzten vier Sprints der Saison in Drammen, Falun, Tallinn und Lahti wurde Sundling immer Zweite und unterlag hierbei immer der Norwegerin Kristine Stavås Skistad knapp. Bei all diesen Rennen waren diese beiden deutlich vor dem Rest des Feldes. Dazu wurde sie Fünfte über die 10 km in Falun. Des Weiteren gewann sie die 4 × 5 km Mixed-Staffel in Falun zusammen mit Calle Halfvarsson, Moa Ilar und Edvin Anger und den Teamsprint in Lahti mit Emma Ribom. Beim Saisonabschluss in Lahti wurde sie beim 20 km Massenstart ebenfalls Zweite.
In die Saison 2023/24 startete sie mit einem 2. Platz im Sprint von Ruka. Nach diesem Wochenende pausierte sie bis zur Tour de Ski, bei der sie im Sprint in Toblach einen weiteren 2. Platz einfuhr und in der Gesamtwertung den 5. Platz erreichte. Nach der Tour de Ski wurde sie beim Sprint in Oberhof Dritte und gewann zusammen mit Linn Svahn, Frida Karlsson und Ebba Andersson die Staffel. Danach erreichte sie bei den Sprints in Goms und Canmore jeweils den 3. Platz. Beim Weltcup in Minneapolis gewann sie zuerst den Sprint und anschließend auch den Individualstart über 10 km Freistil. Anfang März gewann sie zusammen mit Linn Svahn den Teamsprint in Lahti und erreichte beim Saisonabschluss in Falun beim Sprint sowie über die 10 km klassisch den 3. Platz. Im Gesamtweltcup belegte Sundling den 6. Rang, im Sprintweltcup den 3. Rang und im Distanzweltcup den 12. Rang. Nach der Weltcupsaison wurde sie bei den schwedischen Meisterschaften in Boden dreifache Schwedische Meisterin und gewann einmal Silber. Die letzten beiden Wettbewerbe verpasste sie aufgrund von Krankheit.
Sundling begann die Saison 2024/25 mit einem 14. Platz im 10 km klassisch Rennen, einem 4. Rang beim Sprint und einem 2. Platz über die 20 Kilometer Massenstart im Skating in Ruka. Bei der zweiten Weltcupstation in Lillehammer gewann sie mit dem Freistil-Sprint ihr erstes Saisonrennen und belegte im Skiathlon den 6. Platz. Anschließend war sie sowohl im Teamsprint mit Emma Ribom als auch im Einzelsprint in Davos siegreich. Nachdem sie an der Tour de Ski nicht teilgenommen hatte, stieg sie in Les Rousses mit einem 3. Platz im klassischen Sprint und Rang 9 im Massenstart über 20 Kilometer wieder in den Weltcup ein. Im Engadin folgten dann mit einem Sieg im Freistilsprint und einem dritten Platz beim 20 km Massenstart weitere Podestplätze. Zur Vorbereitung auf die Weltmeisterschaften verzichtete Sundling auf Weltcupstarts in Cogne und Falun und nahm lediglich an den Schwedischen Meisterschaften in Borås teil, wo sie den Sprint und die Staffel mit Emma Ribom und Ebba Andersson für sich entschied. Bei der WM in Trondheim dominierte sie die Qualifikation für den Freistilsprint und distanzierte das restliche Feld um mehr als 6 Sekunden. Anschließend gewann sie sowohl ihr Viertel- als auch Halbfinale und sicherte sich mit dem Gewinn des Finales ihren dritten Weltmeistertitel im Sprint in Folge. Im Skiathlon über 20 km lag Sundling sehr aussichtsreich in der Führungsgruppe, stürzte aber wenige Kilometer vor dem Ziel, dennoch konnte sie sich mit dem dritten Platz ihre erste WM-Medaille in einem Distanzrennen sichern. Beim Teamsprint zusammen mit Maja Dahlqvist gewann sie abermals Gold. Besondere Aufmerksamkeit erhielt dann ihr Auftritt bei der WM-Staffel, als sie als Schwedens Schlussläuferin mit 37 Sekunden Rückstand auf Norwegen in das Rennen ging und den Abstand auf deren Schlussläuferin Kristin Austgulen Fosnæs binnen weniger Kilometer eliminierte und Schweden im Schlusssprint Staffel-Gold sicherte. Über die abschließenden 50 Kilometer Freistil belegte sie den 5. Rang. Sundling beendete die Weltmeisterschaften mit vier Medaillen, darunter drei Gold, als erfolgreichste Athletin. Alle verbleibenden Weltcuprennen konnte sie wegen Krankheit nicht bestreiten. Sie beendete ihre Saison bei den Schwedischen Meisterschaften in Kalix mit einem 2. Platz über 10 km klassisch und dem Sieg sowohl im Teamsprint als auch über 30 km Freistil.

## Erfolge

### Siege bei Weltcuprennen

#### Weltcupsiege im Einzel
| Nr. | Datum             | Ort         | Disziplin                      |
| --- | ----------------- | ----------- | ------------------------------ |
| 1.  | 21. Dezember 2019 | Planica     | 1,2 km Sprint Freistil         |
| 2.  | 4. März 2020      | Drammen     | 1,2 km Sprint Freistil         |
| 3.  | 26. Februar 2022  | Lahti       | 1,6 km Sprint Freistil         |
| 4.  | 11. März 2022     | Falun       | 1,4 km Sprint klassisch        |
| 5.  | 21. Januar 2023   | Livigno     | 1,2 km Sprint Freistil         |
| 6.  | 3. Februar 2023   | Toblach     | 1,4 km Sprint Freistil         |
| 7.  | 17. Februar 2024  | Minneapolis | 1,5 km Sprint Freistil         |
| 8.  | 18. Februar 2024  | Minneapolis | 10 km Freistil Individualstart |
| 9.  | 7. Dezember 2024  | Lillehammer | 1,4 km Sprint Freistil         |
| 10. | 14. Dezember 2024 | Davos       | 1,2 km Sprint Freistil         |
| 11. | 25. Januar 2025   | Engadin     | 1,3 km Sprint Freistil         |

#### Etappensiege bei Weltcuprennen
| Nr. | Datum             | Ort         | Disziplin              | Rennen              |
| --- | ----------------- | ----------- | ---------------------- | ------------------- |
| 1.  | 30. November 2018 | Lillehammer | 1,4 km Sprint Freistil | Nordic Opening 2018 |

#### Weltcupsiege im Team
| Nr. | Datum             | Ort     | Disziplin                             |
| --- | ----------------- | ------- | ------------------------------------- |
| 1.  | 19. Dezember 2021 | Dresden | 6 × 1,3 km Teamsprint Freistil 1      |
| 2.  | 13. März 2022     | Falun   | 12 × 1 km Mixed-Teamsprint Freistil 2 |
| 3.  | 19. März 2023     | Falun   | 4 × 5 km Mixed-Staffel 3              |
| 4.  | 24. März 2023     | Lahti   | 6 × 1,5 km Teamsprint Freistil 4      |
| 5.  | 21. Januar 2024   | Oberhof | 4 × 7,5 km Staffel 5                  |
| 6.  | 1. März 2024      | Lahti   | 6 × 1,3 km Teamsprint klassisch 6     |
| 7.  | 13. Dezember 2024 | Davos   | 6 × 1,2 km Teamsprint Freistil 4      |

### Siege bei Continental-Cup-Rennen
| Nr. | Datum             | Ort       | Disziplin                       | Serie            |
| --- | ----------------- | --------- | ------------------------------- | ---------------- |
| 1.  | 13. März 2016     | Otepää    | Gesamtwertung Etappenrennen     | Scandinavian Cup |
| 2.  | 7. Januar 2022    | Falun     | 1,4 Sprint Freistil             | Scandinavian Cup |
| 3.  | 8. Januar 2022    | Falun     | 10 km klassisch Individualstart | Scandinavian Cup |
| 4.  | 9. Januar 2022    | Falun     | 10 km Freistil Individualstart  | Scandinavian Cup |
| 5.  | 16. Dezember 2022 | Östersund | 1,4 km Sprint klassisch         | Scandinavian Cup |
| 6.  | 18. Dezember 2022 | Östersund | 20 km Freistil Massenstart      | Scandinavian Cup |

### Teilnahmen an Weltmeisterschaften und Olympischen Winterspielen

#### Olympische Spiele
| Jahr und Ort | Wettbewerb | Wettbewerb | Wettbewerb | Wettbewerb | Wettbewerb | Wettbewerb |
| Jahr und Ort | 10 km      | Skiathlon  | 30 km      | Sprint     | Staffel    | Teamsprint |
| ------------ | ---------- | ---------- | ---------- | ---------- | ---------- | ---------- |
| Peking 2022  | –          | –          | 4.         | 1.         | 3.         | 2.         |

#### Nordische Skiweltmeisterschaften
| Jahr und Ort    | Wettbewerb | Wettbewerb | Wettbewerb   | Wettbewerb | Wettbewerb | Wettbewerb |
| Jahr und Ort    | 10 km      | Skiathlon  | 30 / 50 km 7 | Sprint     | Staffel    | Teamsprint |
| --------------- | ---------- | ---------- | ------------ | ---------- | ---------- | ---------- |
| Seefeld 2019    | –          | –          | –            | 4.         | –          | –          |
| Oberstdorf 2021 | –          | –          | –            | 1.         | 6.         | 1.         |
| Planica 2023    | 21.        | –          | –            | 1.         | –          | 1.         |
| Trondheim 2025  | –          | 3.         | 5.           | 1.         | 1.         | 1.         |

## Platzierungen im Weltcup

### Weltcup-Statistik
Die Tabelle zeigt die erreichten Platzierungen im Einzelnen.
- 1.–3. Platz: Anzahl der Podiumsplatzierungen
- Top 10: Anzahl der Platzierungen unter den ersten zehn
- Punkteränge: Anzahl der Platzierungen innerhalb der Punkteränge
- Starts: Anzahl gelaufener Rennen in der jeweiligen Disziplin
- Hinweis: Bei den Distanzrennen erfolgt die Einordnung gemäß FIS.

| Platzierung               | Distanzrennen a | Distanzrennen a | Distanzrennen a | Distanzrennen a | Distanzrennen a | Skiathlon Verfolgung | Sprint | Etappen- rennen b | Gesamt | Team   | Team    |
| Platzierung               | ≤ 5 km          | ≤ 10 km         | ≤ 15 km         | ≤ 30 km         | > 30 km         | Skiathlon Verfolgung | Sprint | Etappen- rennen b | Gesamt | Sprint | Staffel |
| ------------------------- | --------------- | --------------- | --------------- | --------------- | --------------- | -------------------- | ------ | ----------------- | ------ | ------ | ------- |
| 1. Platz                  |                 | 1               |                 |                 |                 |                      | 11     |                   | 12     | 5      | 2       |
| 2. Platz                  |                 | 1               |                 | 2               |                 |                      | 11     |                   | 14     | 3      | 2       |
| 3. Platz                  |                 | 1               |                 | 2               |                 |                      | 10     |                   | 13     |        |         |
| Top 10                    |                 | 8               | 1               | 9               | 1               | 6                    | 48     | 3                 | 76     | 11     | 5       |
| Punkteränge               | 1               | 26              | 5               | 11              | 1               | 14                   | 60     | 10                | 128    | 11     | 5       |
| Starts                    | 2               | 34              | 7               | 11              | 2               | 16                   | 63     | 11                | 146    | 11     | 5       |
| Stand: Saisonende 2024/25 |                 |                 |                 |                 |                 |                      |        |                   |        |        |         |

### Weltcup-Gesamtplatzierungen
| Saison  | Gesamt | Gesamt | Distanz | Distanz | Sprint | Sprint |
| Saison  | Punkte | Platz  | Punkte  | Platz   | Punkte | Platz  |
| ------- | ------ | ------ | ------- | ------- | ------ | ------ |
| 2014/15 | 36     | 83.    | -       | -       | 36     | 43.    |
| 2015/16 | 56     | 55.    | -       | -       | 56     | 34.    |
| 2016/17 | 157    | 38.    | 31      | 56.     | 96     | 25.    |
| 2017/18 | 195    | 34.    | 46      | 48.     | 91     | 25.    |
| 2018/19 | 485    | 17.    | 109     | 30.     | 260    | 9.     |
| 2019/20 | 786    | 11.    | 158     | 24.     | 486    | 2.     |
| 2020/21 | 395    | 18.    | 115     | 31.     | 212    | 7.     |
| 2021/22 | 649    | 9.     | 207     | 13.     | 442    | 3.     |
| 2022/23 | 1082   | 13.    | 335     | 26.     | 747    | 5.     |
| 2023/24 | 2066   | 6.     | 908     | 12.     | 918    | 3.     |
| 2024/25 | 930    | 17.    | 398     | 22.     | 532    | 8.     |